# Лондонски папирус
Лондонски медицински папирус  један је од важнијих до сада сачуваних древних египатских медицинских папируса, који је  датиран у Други средњи период. Сматра се да је ово медицинско дело било уобичајена референтна књига коју су са собон носили лекари практичари. Лондонски медицински папирус наводи 61 третман, од којих 23 (38%) описују рецепте за опекотине, а најмање пет одражава Египат прекривен вулканским пепелом у време када је Санторини еруптирао у бронзаном добу. Сличан сценарио описан је у египатском документу из бронзаног доба Упозорења египатског мудраца , који представља Египат чије су воде биле црвене и непитке, и у коме је бела одећа становника била необјашњиво умрљана.
Тачно порекло папируса је непознато, јер је као и многи древни египатски текстови пореклом са тржишта антиквитета, па се готово ништа не зна о околностима њиховог проналаска и њиховом пореклу.

## Опште информације
Лондонски папирус или свитак од папируса састоји  се од медицинских рецепата и магијских чаролија које се баве бројним здравственим проблемима коже, очију, трудноћом и опекотинама. Магијске чаролије према овом паирусу требало је да се користе заједно са медицинским апликацијама. Неке чаролије наведене у папирусу терале су зле духове или друге духове, док су друге коришћене да појачају лековита својства било ког третмана који је примењен.

### Преглед садржаја по листовима (Л1 до Л26)
Л1 – Л14 говоре о разним болестима као што су болести костију и тремор, 
Л15 – Л21 се односе на опекотине, 
Л22 – Л23 говоре о очним болестима. 
Л24-26 , позивају се на примордијалне египатске богове Енеаде и третирају „унутрашње“ ствари као што су унутрашње сагоревање, демон или епилепсија?.

### Третман за опекотине (Л55)
Лондонски медицински папирус у листу Л55 описује необичан третман за опекотине од црвене воде. Лечење чудно искључује испирање опекотине, а прописује само наношење алкалне смеше, што значи да је рана од црвених вода изазвана киселинама и да се Нил, најприступачнији извор воде, не може користити. 
У папирусу су обрађена шест третмана за опекотине. Они пружају податке о вулканским падавинама изнад Египта. У попирусу се такође потврђују претходно утврђен сценарио који повезује медицински текст са једном специфичном ерупцијом, оном на вулкану Санторини северно од Крита у Грчкој, у бронзаном добу.
У тексту се наводе шест третмана након ерупције вулкана: 
- Први третман описује контаминацију воде вулканским пепелом.

- Четири третмана описују ефекте вулканског пепела на кожу.

- Шести третман описује ефекат киселих киша након дисперзије вулканског пепела у атмосфери, што је изазвало временске аномалије.

Сценарио изведен из медицинског документа, заснован је на пепелу са Санторинија који се таложио на дну египатских језера, одговара Египтском опису у папирусу  под називом Упозорења египатског мудраца. Коначно, сценарио објашњава природу првих седам библијских пошасти у Египту у светлу последица вулканског пепела који је засуо Египат.

### Епидемије заразних болести
Поред Хеарстовог папирус и Лондонски медицински папирус, помиње необичну епидемију која је харала Египтом. Оба текста се односе на заразну болестст која се везује за странце из области Сирија–Ханаан–Трансјордан.